# 목천 장씨
목천 장씨(木川張氏)는 충청남도 천안시 목천읍을 본관으로 하는 한국의 성씨이다.

## 기원
조선 성종 때 《동국여지승람(東國輿地勝覽)》에 의하면 고려 태조 왕건(王建)이 후삼국을 통일하던 당시, 목천 지방의 백제 유민들이 순응하지 않고 백제 부활을 간했다는 이유로 왕건이 이 지방민에게 우(牛; 소), 상(象; 코끼리), 돈(豚; 돼지), 장(獐; 노루) 등의 축성을 주었는데, 후손들이 뒷날 우(于), 상(尙), 돈(頓), 장(張) 등으로 성씨를 회복하였다고 한다.
《목천장씨족보(木川張氏族譜)》의 상세계 분파도에는 당나라에서 신라에 건너온 장백익(張伯翼)을 시조로 하고 목천군 장빈을 1세조로 밝혀 놓았으나 《임술보(壬戌譜)》와 《경자보(庚子譜)》 등에는, “목천군 장빈이 있어 목천장씨가 생겼다.”라고 되어 있다.

## 역사
시조 장빈(張彬)은 고려시대에 공을 세워 목천군(木川君)에 봉해졌다고 한다. 시조 장빈 이후 3대 혹은 4대의 세계가 실전되어, 후손들은 조선시대에 문과에 급제하여 남평현감(南平縣監)을 거쳐 공조참의(工曹參議)에 이른 장지(張池)를 1세조로 하여 세계를 이어오고 있다.

## 본관
충청남도 천안시 목천읍 일대의 지명이다. 본래 백제의 대목악군(大木岳郡)이었다. 757년(신라 경덕왕 16년)에 대록군(大麓郡)으로 고쳤고, 940년(고려 태조 23년)에 목주(木州)로 개칭했다. 1413년(조선 태종 13년)에 목천현이 되었다. 세종실록지리지에 충청도 목천현의 토성(土姓)으로 우(于)·마(馬)·상(尙)·돈(頓)·장(張)·신(申) 6성이 기록되어 있다. 1895년(고종 32) 목천군으로 개편되었으나 1914년 목천면으로 축소되어 천안군에 편입되었고, 1942년 목천군의 일부였던 갈전면이 병천면으로 개칭되었다. 2002년 목천면이 목천읍으로 승격했다.

## 분파
목원군파(木原君派), 주부공파(主簿公派), 참봉공파(參奉公派), 참판공파(參判公派), 곽산공파(郭山公派), 첨추공파(僉樞公派), 참의공파(參議公派), 죽산공파(竹山公派), 진주공파(晉州公派), 통덕랑공파(通德郞公派), 선전공파(宣傳公派)

## 인물
- 장윤문(張允文, 1138년 ~ 1211년) : 아버지는 검교군기감(檢校軍器監) 장린(張麟)이고, 어머니는 상서우복야를 역임한 목천 우씨(木川于氏) 우방재(于邦宰)의 딸이다. 1186년(명종 16) 탐라가 반란을 일으켰다는 보고에 의하여 식목녹사(式目錄事)로서 대부주부 행탐라현령(大府注簿行耽羅縣令)으로 부임하였다. 1198년(신종 1) 기거사인(起居舍人)으로 있으면서 문하성의 녹사가 숙직 낭관·승선 등에게 음식을 대접하는 폐단을 없애자고 건의하였으나 채택되지 않았다. 1202년 탐라가 실제로 반란을 일으키자 소부소감(小府少監)으로서 중낭장(中郎將) 이당적(李唐績)과 함께 탐라안무사(耽羅按撫使)가 되어 반란의 주모자인 번석(煩石)·번수(煩守) 등을 모두 처형하고 난을 진압하였다. 1203년 시대부경 우간의대부 지제고(試大府卿右諫議大夫知制誥)에 임명되었다. 1207년(희종 3) 대사성으로서 국자감시(國子監試)의 시관이 되어 90여 명을 선발하였다.
- 장윤(張潤, 1552년 ~ 1593년) : 자는 명보(明甫). 아버지는 선전관 응익(應翼)이다. 성품이 강직하고 키는 팔척이며, 특히 힘이 뛰어났다. 평소 유학에 뜻을 두어 경사자집(經史子集)에 통달하였다. 여러 번 문과에 응시하였으나 낙방하자 활쏘기와 말타기에 전념, 1582년(선조 15) 무과에 급제하여 북도 변장을 제수받았다. 아버지의 병환으로 벼슬을 버리고 낙향하여 간호하다가 1588년에 다시 선전관에 임명되고 훈련원정을 거쳐 사천현감에 제수되었다. 임진왜란이 일어나자 전라좌의병부장(全羅左義兵副將)이 되어 장수현에 주둔하여 적을 방어하다가 성산(星山)·개령(開寧)에서 왜적과 전투를 벌여 큰 전과를 올렸다. 이 때에 진주성을 지키는 목사 이하의 장수들이 적에 눌려 도망하려 하자 비분강개하여 군졸 200명을 휘동하여 창의사(倡義使) 김천일(金千鎰) 충청병사 황진(黃進), 경상우병사 최경회(崔慶會) 등과 함께 진주성혈전의 주장이 되어 최전단에서 사병과 함께 용전하였다. 대장 황진이 적탄에 전사하니 뒤를 이어 대장이 되어 8주야를 적과 싸우다가 적의 유탄에 맞아 전사하였고 마침내 진주성도 함락되었다. 병조참판에 증직되고 순천의 정충사(旌忠祠), 진주의 창렬사(彰烈祠)에 제향되었다. 시호는 충의(忠毅)이다.
- 장경수(張炅秀, 1959년 ~ ) : 제17대 국회의원
- 장영술(張永述, 1960년 ~ ) : 현대제철 양궁감독
- 장진영(張眞榮, 1971년 ~ ) : 변호사
- 장영근 (張玲根, 1976년 ~  ) : 전라남도 중앙협력본부장
- 장재균(張在均, 2000년 ~ ) : 로안대부중개 팀장

## 과거 급제자
목천 장씨는 조선시대 문과 급제자 1명, 무과 급제자 4명을 배출하였다.
- 장세량(張世良, 1683년생) : 문과(文科) 숙종36년(1710) 증광시 병과(丙科)
- 장수명(張受命, 1611년생) : 무과(武科) 인조11년(1633) 식년시 병과(丙科)
- 장명한(張鳴漢, 1635년생) : 무과(武科) 현종14년(1673) 식년시 병과(丙科
- 장추한(張樞漢, 1656년생) : 무과(武科) 숙종7년(1681) 식년시 병과(丙科)
- 장세화(張世華, 1676년생) : 무과(武科) 숙종(肅宗) 38년(1712) 임진(壬辰) 정시(庭試) 병과(丙科) 89위

## 항렬자
10世 응(應), 11世 렬(洌) 위(渭) 윤(潤), 12世 홍(弘), 13世 구(九) 명(命), 14世 한(漢), 15世 이(以) 세(世), 16世 의(毅) 운(雲) 처(處), 17世 조(祖) 지(志), 18世 (水변), 19世 권(權), 20世 열(烈), 21世기(基) 규(圭), 22世 호(鎬) 종(鍾) 현(鉉), 23世 영(永) 영(泳) 원(洹), 24世 주(柱) 식(植) 모(模) 근(根) 동(棟), 25世 병(炳) 형(炯) 훈(熏)

## 집성촌
- 전라남도 화순군
- 전라남도 순천시 월등면
- 전라남도 순천시 승주읍 평중리·서평리·신성리 ·도정리·유흥리
- 전남 순천시 서면 죽청리 구만리 비월리
- 전남 순천시 왕조동

## 인구
- 1985년 2,409가구 10,822명
- 2000년 3,456가구 11,160명
- 2015년 15,746명

## 같이 보기
- 목천 우씨 (木川 于氏)
- 목천 상씨 (木川 尙氏)
- 목천 돈씨 (木川 頓氏)